# Polypedilum tusimaheium
Polypedilum tusimaheium är en tvåvingeart som beskrevs av Sasa och Suzuki 1999. Polypedilum tusimaheium ingår i släktet Polypedilum och familjen fjädermyggor. Inga underarter finns listade i Catalogue of Life.